# Elias Hicks

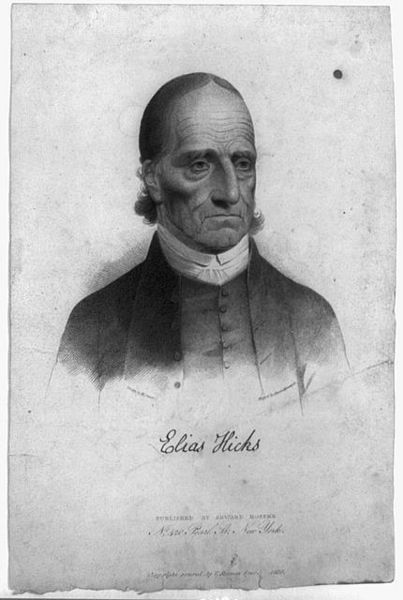
Elias Hicks

Elias Hicks (19 de marzo de 1748 – 27 de febrero de 1830) fue un predicador cuáquero itinerante de Long Island, Nueva York. Promovió doctrinas que lo involucraron en una controversia que condujo al primer gran cisma dentro de la Sociedad Religiosa de los Amigos. 
Elias Hicks era el primo mayor del pintor Edward Hicks, también conocido en la época como predicador cuáquero.

## Fuente
- Gross, David M. American Quaker War Tax Resistance (2008) pp. 208-210 ISBN 1438260156

- Datos: Q371260
- Multimedia: Elias Hicks / Q371260